# FOREVER BLUE 海の呼び声
『FOREVER BLUE 海の呼び声』（フォーエバーブルー うみのよびごえ、Endless Ocean 2: Adventures of the Deep）は2009年9月17日に任天堂から発売されたWii専用ゲームソフト。2007年に発売された『FOREVER BLUE』の続編で、開発も前作と同様にアリカが担当している。
続編として『FOREVER BLUE LUMINOUS』（Nintendo Switch）が2024年5月2日に発売。

## 概要
前作では南太平洋の1つの島が舞台だったが、今作では海中探索の自由度はそのままに世界各地の海に潜ることができる。「聴いた者に不幸をもたらす」という竜の歌の伝説が物語の軸に据えられるなど、前作よりもストーリー性や謎解きが強化されている。また、鮫など凶暴な生物をPULSARと呼ばれる器械を使って大人しくさせたり、海中に落ちている宝物などをサルベージしたりするなど、ゲーム性も大幅に向上した。

## 登場人物

### 主人公
本作のプレイヤーである。大学で民族伝承を専攻しており、そこで知った「竜の歌」を追うために大学を休学し、RARダイバーズサービスに入社した。

### オセアンヌ・ルヴィエ
ジャン=エリックの孫娘。両親を小さい頃に亡くしており、形見のペンダントを身につけている。

### ジャン=エリック・ルヴィエ
オセアンヌの祖父。昔の無理な潜水により潜水病を発症し、現在は海に潜ることができない。

### G.G.
本名はガストン・グレイ。アメリカの有名なサルベージャーであり、「G」のつく単語を強調して話している。

### ハヤコ・サクライ
日本の獣医であり、水族館を経営している。

### ナンシー・ヤン
RARダイバーズサービスのあるバオウル共和国の商人であり、サルベージ品の鑑定もしている。

## ストーリー

### 第一章「竜の歌」
RARダイバーズサービスの入社試験としてオセアンヌとガタマ環礁で潜水していたが、迷子のザトウクジラを発見し、親元に連れて行った後、オセアンヌのペンダントから謎の音が鳴った。そしてザトウクジラが突進してきた。船に戻り、ペンダントの話をしていたが、オセアンヌが小さい頃にディープホールに落とした父、マティアスの形見のペンダントを見つけたいと思い、翌朝、オセアンヌはイタチザメが出没するディープホールに一人で潜る。イタチザメから隠れてるオセアンヌを発見した主人公はPULSARでイタチザメを駆除し、ペンダントを見つけだす。オセアンヌの二つのペンダントはぴたりとはまり、マティアスが刻んだメッセージが現れた。

### 第二章「幻想魔城」
ペンダントに刻まれたメッセージから昔に沈んだヴァルカ城のことを知った一行は、城があるとされているキケロス海峡に向かう。キケロス海峡のトリトネ村遺跡でG.G.と出会った主人公とオセアンヌは、直後に巨大なホホジロザメ、「タナトス」と遭遇し、井戸に隠れる。井戸を進んだ先にヴァルカ城を発見した二人は奥の部屋で円環世界観に基づいた地図を発見し、その後城主の書斎に向かう。隠し扉を開錠した二人は「竜の歌」が聞こえた後、書斎に閉じ込められたが、二人の息の合った動きで脱出に成功する。そこで発見した石板の解読をナンシーに依頼したが、解読ができず、ハヤコ・サクライの元へ行くこととなる。

### 第三章「北へ南へ」
ハヤコの元へ向かった一行は、石板の解読を依頼するが、ホッキョクグマの生態調査を依頼されていることを知る。しかし、ハヤコは石板の解読をしたいらしく、石板解読の依頼を引き受ける代わりに生態調査を一行に依頼する。カナダ北岸沖でホッキョクグマの生態を調査した一行は、ハヤコのところへ向かう。ジャン=エリックは不幸を招く「竜の歌」のことで心が揺らぎ始めたが説得により、一行は「竜の歌」が聞こえたという報告があったウェッデル海に向かう。音の出どころは氷穴に閉じ込められていたメガネイルカかと思われたが、「竜の歌」が聞こえ始めた。その頃、船はブリザードに襲われており、船の操縦はできる状態ではなかったが、閉じ込められていたメガネイルカのガイドによって、連絡船にたどり着くことができた。この一件により、ジャン=エリックは「竜の歌」から手を引こうとした。

### 第四章「二つ目の石板」
翌朝、G.G.が現れ、パシフィスの財宝があると言われているコルティカ川への同行を依頼される。ピラニア・ナッテリー、メガネカイマン、デンキウナギが集まる地点を抜け、上流域に行くと、滝に隠された神殿が姿を表した。この地域に伝わる民謡の通りにカエルの像のボタンを押すと扉が開いた。奥の神室で石板を発見したが、パシフィスの財宝は発見できなかった。「竜の歌」が聞こえ、来た道を戻ると、メガネカイマンがいた。メガネカイマンを駆除した主人公は遡上したクジラを発見した。

### 第五章「深遠に眠る謎」
石板には竜の笛が3つに分断され深海に沈められたと書いてあり、3つ目についてを知っているジャン=エリックは語り始める。ジャン=エリックはマティアスが亡くなった潜水艦HD9にオセアンヌの3つ目のペンダントがあることを明かした。3つ目の回収のためザッハーブ海域のクレバスに向かった一行は深海に潜る。マティアスが調査のために残したプレートを手がかりに進むと、道がダイオウイカに塞がれているところを発見した。海笛でダイオウイカの天敵であるマッコウクジラの回遊ルートを変化させると、ダイオウイカに気づいたマッコウクジラはダイオウイカに攻撃する。攻撃により道が開き、進んだ先のオシリス・コートにてHD9を発見した。主人公は中の防水袋を持ち帰り、3つ目のペンダントと、ジャン=エリックへの手紙を発見した。手紙には、マティアスがジャン=エリックを恨んでいなかったことが書かれており、ジャン=エリックは「竜の歌」を追うことに全面的に協力する。

### 第六章「永遠に青き海」
3つのペンダントはぴたりとはまった。笛には音孔があったが、ハヤコは無関係な孔があり、音孔と無関係な孔を合わせたら地図になることを解明した。しかし、その地図は投影法が不明であった。主人公は、ヴァルカ城の地図と対応していると気づいた。地図はザッハーブ海域のロング・クラックと呼ばれる亀裂を示していた。亀裂をたどると、巨大なテラス状の地形があり、そこには岩で塞がれた通路があった。爆薬を設置し、岩を除去した。翌朝、主人公は胸騒ぎを感じ、早朝からテラス状の地形のところへ行くと、多くのクジラやイルカが集まっていた。通路をたどると、ネフィリムの石窟と呼ばれる巨大な遺跡があった。石窟の入り口に近づくと、強い水流で中に飲み込まれた。内部には巨大な扉があり、そこで竜の笛を使った後、ハヤコに解読を依頼した。ところが、ハヤコは行方不明になっており、主人公とオセアンヌは内部を捜索した。ネフティスの祭壇に向かい、竜の笛を使い、水流に変化があったかをG.G.に聞いたが、G.G.も行方不明になっていた。水流には変化があり、今度はオシリスの祭壇で竜の笛を使った。すると、オセアンヌは変化した水流に巻き込まれ、その後行方不明となった。オセアンヌが流された方に向かうと、主人公も流され、ホルスの祭壇に一行が流されていた。ホルスの祭壇で竜の笛を使うと、水流はなくなり、一行は巨大な扉の方へ向かい、ハヤコに解読を依頼した。その後、ホルスの祭壇でマルチセンサーを使うと、ホルスの祭壇が動き、地下通路が出現した。地下通路を通ると、隣のイシスの祭壇に繋がっていた。通路を進み、また大きな扉を発見した。開けると、シャドウ・ピラー・ルームと呼ばれる巨大な空間につながっていた。上の方へ向かうと、天測廟に繋がっていたが、ミツクリザメが来た。ミツクリザメを駆除し、天測廟に向かうと、再びミツクリザメが現れた。今度は巨大なミツクリザメ、「オケアノン・アーマーン」もおり、さらに尾びれによってスイッチが操作され、天測廟は一行とミツクリザメのいる密室状態となってしまった。PULSARで沈静化しながら3つの神に竜の笛のパーツを1つずつ捧げる。すると、扉が開き、反対側のライト・ピラー・ルームから白い新種のクジラ、「シンギング・ドラゴン」がミツクリザメを追い出すように入ってきた。ライト・ピラー・ルームを探索したのち、天測廟中央のスイッチを操作し、天測廟の扉が開いた。中にはパシフィスの財宝があったが、すぐにシンギング・ドラゴンは遺跡の壁に体当たりを始める。10分間で崩壊するとハヤコは見ており、一行は急いで来た道を引き返そうとするが、水流に阻まれ、ライト・ピラー・ルームの巨大な扉に向かう。しかし、開かず慌てていたところ、無線から謎の声が聞こえた。「セトを探せ。」という声により、セトが描かれたところを探すとスイッチを発見。操作すると巨大な扉が開いた。巨大な扉は、最初に発見した扉であった。扉を開き、脱出したが、遺跡は崩落により入れなくなり、瓦礫の除去には大金がかかると言われる。そしてパシフィスの財宝は再び閉ざされた。
その後、RARダイバーズサービスの仕事をこなし、大金を貯め、パシフィスの財宝は再び確認された。

## ダイビングスポット
南太平洋ガタマ環礁
主人公の属するRARダイバーズサービスの近くに位置する穏やかな環礁。水深が浅く、危険な生物もいない初心者向けの海域。南にはディープホールと呼ばれる巨大な空洞があるが、凶暴なイタチザメが出没するため、地元の漁師でもめったに近づかない。
エーゲ海キケロス海峡
エーゲ海キクラデス諸島の辺境の島に挟まれた海峡。水深は深く、地形も入り組んでいる。大型の生物が多く、中にはホホジロザメなど危険な生物も生息している。多くの沈船が沈んでおり、世界中からサルベージャーが一攫千金狙いを夢見て集まると言われる。
北極カナダ北岸沖
一年中氷に閉ざされた極寒の海域。ホッキョクグマやアザラシなどの海獣類が多く生息している。日によっては夜にオーロラが見えることも。
南極ウェッデル海
多くの氷山がそびえる極寒の海域。プランクトンが多数発生するため、クジラの保養地として知られる。
南米コルティカ川
アマゾン川の支流。アマゾン独特の淡水生物が多数生息している。ただしピラニアやデンキウナギ、メガネカイマンなど危険な生物も多い。上流域には精霊の滝と呼ばれる滝がある。
紅海ザッハーブ海域
エジプト中部東岸に広がる美しいソフトコーラルが魅力の海域。東部は外洋に面しており、生物はほとんど見られない。また、南部には2本の大きな深い亀裂があり、亀裂内部は深海生物が数多く生息する暗闇の世界となっている。